# Forze armate popolari del Laos
Forze armate popolari del Laos è il nome ufficiale delle forze armate della Repubblica Popolare Democratica del Laos e l'istituzione del Partito Rivoluzionario del Popolo Lao, che ha l'incarico di proteggere il paese.

## Storia
Fino al 1975, l'Armée royale du Laos erano le forze armate del Laos.
Servendo uno dei paesi comunisti meno sviluppati del mondo, le Forze Armate Popolari Laotiane sono piccole, poco finanziate e con risorse inefficaci. Le sue missioni sono principalmente quelle di controllo del confine e di sicurezza interna, principalmente nel contrastare i gruppi dissidenti e d'opposizione al regime costituito.
Questo include ad esempio la brutale repressione della pacifica dimostrazione degli studenti laotiani a favore della democrazia avvenuta a Vientiane nel 1999, e nel contrastare gli insorti dell'etnia Hmong con il supporto del vicino Vietnam.
Insieme al Partito Rivoluzionario del Popolo Lao e il governo, le Forze Armate Popolari Laotiane sono una parte integrante della macchina statale laotiana e da loro è richiesta la repressione di qualsiasi gruppo che si oppone al regime comunista di Vientiane.
Le Forze Armate Popolari hanno recentemente avanzato il loro livello di addestramento per rispondere a qualsiasi epidemia di Aviaria molto diffusa nel paese. In questo momento non ci sono più minacce allo stato laotiano, e per questo le Forze Armate Popolari mantengono uno stretto legame con l'Esercito Popolare Vietnamita e il vicino Vietnam.

## Composizione
Attualmente le Forze Armate Popolari sono composte da 29.100 uomini ed equipaggiate con 30 carri armati da combattimento. La Marina e equipaggiata con 16 motovedette e hanno 600 uomini in servizio. La Forza aerea ha 3500 uomini in servizio, e 24 missili anti-aerei e 24 caccia da combattimento (non più in servizio).
La milizia di autodifesa ha all'attivo 100.000 uomini. Le armi da fuoco usate dall'esercito laotiano sono principalmente fucili d'assalto sovietici AKM, mitragliatrici PKM, pistole Makarov e la mitragliatrici leggera RPD.